# Cycloptiloides longipes
Cycloptiloides longipes är en insektsart som beskrevs av Norihiro Ueshima och M. Sugimoto 2001. Cycloptiloides longipes ingår i släktet Cycloptiloides och familjen Mogoplistidae. Inga underarter finns listade i Catalogue of Life.